# Tekellina
Tekellina is een geslacht van spinnen uit de  familie van de Theridiidae (kogelspinnen).

## Soorten
- Tekellina archboldi Levi, 1957
- Tekellina bella Marques & Buckup, 1993
- Tekellina crica Marques & Buckup, 1993
- Tekellina guaiba Marques & Buckup, 1993
- Tekellina minor Marques & Buckup, 1993
- Tekellina pretiosa Marques & Buckup, 1993